# Mbudum
Le mbudum (ou boudoum, ma mbudum, mbedam, mboudoum) est une langue tchadique du groupe biu-mandara, parlée dans l'Extrême-Nord du Cameroun, dans le département du Mayo-Tsanaga, l'arrondissement de Mokolo, au nord-est de Hina.
En 2001 on dénombrait environ 6 000 locuteurs.